# Любачов
Любачов или Люба̀чув (на полски: Lubaczów; на украински: Любачів) е град в Югоизточна Полша, Подкарпатско войводство. Административен център е на Любачовски окръг, както и на Любачовска община, без да е част от нея. Обособен е в самостоятелна градска община с площ 25,73 км2.

## География
Градът се намира в историческата област Червена Рус. Разположен е на 13 килиметра от границата с Украйна край реките Солотва и Любачовка.

## История
От 1211 г. датират първите сведения за съществуването на града. През 1498 г. почти цялото население е било еврейско, затова повечето от тях са изпратени по митниците. Но през 1532 г. полският крал дава разрешение на евреите за търгуване с населението на града. През останалата част историята на града се гради от гоненията срещу евреите на някои владетели и от арзрешенията на други владетели да живеят спокойно. През 1918 г., след края на Първата световна война, Любачов става част от независима Полша. През 1939 г. евреите от града са транспортирани в немските лагери и там са убити. На 12 септември същата година градът е бомбардиран от немците.

## Население
Според данни от полската Централна статистическа служба, към 1 януари 2014 г. населението на града възлиза на 12 517 души. Гъстотата е 486 души/км2.

## Известни личности
Родени в Любачов
- Роберт Коженьовски (р. 1968), лекоатлет

## Фотогалерия
- Пазарният площад с кметството
- Пазарният площад
- Пазарният площад
- Железопътна гара
- Музикалното училище в Любачов
- Педагогическа библиотека
- Църква „Св. Карол Боромеуш“
- Музей в Любачов
- Катедрала на блажения Якуб Стшемие и църквата „Свети Станислав Епископ“
- Църква „Св. Николай Чудотворец“
- Еврейско гробище
- Районен съд
- Галерия „Официн“, принадлежаща към парково-замъковия комплекс при Крезовския музей